# Zoaga (departamento)
Zoaga é um departamento ou comuna da província de Boulgou no Burkina Faso. A sua capital é a cidade de Zoaga.
Em 1 de julho de 2018 tinha uma população estimada em 14589 habitantes.